# NGC 1089
NGC 1089 је елиптична галаксија у сазвежђу Еридан која се налази на NGC листи објеката дубоког неба.
Деклинација објекта је - 15° 4' 25" а ректасцензија 2h 46m 10,0s. Привидна величина (магнитуда) објекта NGC 1089 износи 13,6 а фотографска магнитуда 14,6. NGC 1089 је још познат и под ознакама MCG -3-8-20, NPM1G -15.0147, PGC 10481.